# Álcio Souto
Álcio Souto (Porto Alegre, 30 de junho de 1896 — Rio de Janeiro, 13 de setembro de 1948) foi um militar brasileiro.
Entrou para o Exército Brasileiro em março de 1914, ingressando na Escola Militar do Realengo, no Rio de Janeiro, então Distrito Federal. Foi promovido a segundo-tenente em maio de 1918 e a primeiro-tenente em junho de 1919, tornando-se nesse ano adjunto da 3ª Divisão do Arsenal de Guerra do Rio de Janeiro. Em 1920 passou a exercer as funções de auxiliar de instrutor da Escola Militar e, promovido a capitão em agosto de 1921, serviu a partir desse ano como assistente da 3ª Brigada de Artilharia, onde permaneceu até 1922.
Cursou a Escola de Estado-Maior, onde em 1926 foi professor de tática geral. No ano seguinte passou a professor estagiário da Escola de Aviação Militar, função que exerceu até 1930. Em 1931 retornou à Escola de Estado-Maior como adjunto de tática geral e aí ficou até 1932, ano em que foi promovido a major no mês de abril.
A partir de 1933 foi comandante interino do grupo escolar em Deodoro, na Vila Militar, no Rio de Janeiro, sendo promovido a tenente-coronel em agosto do ano seguinte. Comandou a Escola de Artilharia de 1935 a 1936, passando nesse ano a chefe de uma das subseções do Estado-Maior do Exército. Fez parte da comissão que reorganizou os programas de ensino da Escola de Estado-Maior com o general Paul Noel.
Ainda em 1936, foi servir como adido militar, primeiro na embaixada brasileira em Buenos Aires e depois em Montevidéu, permanecendo nesse posto até 1938. Neste último ano esteve como observador militar na Conferência de Paz do Chaco (território disputado pela Bolívia e pelo Paraguai).
De volta ao Brasil, foi promovido a coronel em setembro de 1938 e comandou o 5º Regimento de Artilharia Montada, sediado em Santa Maria (RS). Em 1940, foi chefe de seção do Estado-Maior do Exército.
Comandou a Escola Militar do Realengo entre 27 de dezembro de 1940 e 9 de janeiro de 1943. Foi promovido a general-de-brigada em dezembro de 1942. Durante a Segunda Guerra Mundial mostrou simpatizar com a Alemanha, chegando a convidar o seu embaixador e o respectivo adido militar a visitar a Escola Militar do Realengo.
Em seguida, comandou a Artilharia Divisionária da 1ª Divisão de Exército entre 24 de março e 16 de novembro de 1943.
Como comandante do Núcleo de Divisão Blindada, também sediada no Rio de Janeiro, em outubro de 1945, quando do movimento militar que culminou com a deposição de Getúlio Vargas, em 29 de outubro de 1945, e com o fim do Estado Novo, comandou as tropas blindadas que cercaram o palácio Guanabara exigindo a renúncia do ditador.
Com a eleição de Eurico Gaspar Dutra para a presidência da República, em dezembro de 1945, foi nomeado chefe do Gabinete Militar da Presidência. Assumiu o cargo com o novo governo, em 31 de janeiro de 1946, em substituição ao general Francisco Gil Castelo Branco. Em setembro de 1946, foi promovido a general-de-divisão, assumindo a presidência da Comissão de Planejamento Econômico. Exerceu também os cargos de secretário-geral do Conselho de Segurança Nacional e de presidente da Comissão Especial da Faixa de Fronteiras.
Faleceu na cidade do Rio de Janeiro no dia 13 de setembro de 1948, quando ainda exercia a chefia do Gabinete Militar do governo Dutra, sendo substituído no cargo pelo general João Valdetaro de Amorim e Mello.